# Jodhpur (Jammu en Kasjmir)
Jodhpur is een plaats in het district Doda van het Indiase unieterritorium Jammu en Kasjmir.

## Demografie
Volgens de volkstelling uit 2011 heeft Jodhpur een populatie van 2.278, waarvan 1.165 mannen en 1.113 vrouwen. Onder hen waren 305 kinderen met een leeftijd tot 6 jaar. De plaats had in 2011 een alfabetiseringsgraad van 69,08%. Onder mannen bedroeg dit 81,36% en onder vrouwen 56,39%.